# ماتی هادک
ماتی هادک (چکی: Matěj Hádek؛ زادهٔ ۲۹ نوامبر ۱۹۷۵) بازیگر اهل جمهوری چک است. وی از سال ۱۹۹۱ میلادی تاکنون مشغول فعالیت بوده‌است.
از فیلم‌ها یا برنامه‌های تلویزیونی که وی در آن نقش داشته‌است، می‌توان به یانوشیک: روایتی واقعی، عملیات سیلور ای و سبزه‌مار و کبرا اشاره کرد.